# Eucalyptus fibrosa
Espèce
Classification phylogénétique
Eucalyptus fibrosa, l'eucalyptus à écorce de fer, Ironbark rouge ou mugga, est une espèce de plantes à fleurs de la famille des Myrtaceae. Cet eucalyptus australien doit son nom d'ironbark rouge à son écorce persistante sur le tronc et les grosses branches, écorce dure, rugueuse, d'un rouge presque noir alors qu'elle est lisse et blanche sur les jeunes branches.
Il atteint 30 mètres de haut. Les fleurs sont d'un blanc crème. Les feuilles, vert foncé, sont plus larges que celles des autres ironbarks.
Le bois, dense et résistant, est utilisé en construction.
La résine, appelée localement « kino », était utilisée par les aborigènes pour empêcher les fils de pêche de s'effilocher tandis qu'elle a été utilisée comme encre par les premiers colons européens.
On en a fait des cultivars.

## Sous-espèces
Il en existe deux sous-espèces :
- Eucalyptus fibrosa subsp. nubila - Ironbark à feuilles bleues.
- Eucalyptus fibrosa subsp. fibrosa

## Systématique
Le nom correct complet (avec auteur) de ce taxon est Eucalyptus fibrosa F.Muell..